# Hiromi Miyake (Sängerin)
Hiromi Miyake (japanisch 三宅 宏実, Miyake Hiromi; * 1. Oktober 1982 in Tokio, Japan), bekannt unter ihrem Vornamen Hiromi, ist eine japanische J-Pop-Singer-Songwriterin mit Pop- und R&B-Einflüssen. Anfangs wirkte sie als Begleitgesang für Künstler wie beispielsweise Namie Amuro.

## Leben und Karriere
Geboren wurde Hiromi in Tokio und fing an im Alter von fünf Jahren Koto zu spielen. Nach einer Reihe von Auftritten wurde sie im Alter von zwölf Jahren von der japanischen Koto Association mit einem Zertifikat ausgezeichnet. Während sie im sekundären Bildungsbereich lernte, nahm sie Gesangsunterricht, nachdem sie einen gesanglichen Auftritt hatte. Dies führte dazu, dass sie in einigen Nachtclubs von Tokio auftrat.
Im Sommer 2002 besuchte sie in Boston, Vereinigte Staaten, auf einem College die Fakultät Psychologie. In der lokalen Gesangsschule  Bristol Voice Studio nahm sie weiteren Gesangsunterricht und an Workshops über Musikproduktion teil. Außerdem nahm sie im Sommer 2004 klassischen Gesangsunterricht in Salzburg, Österreich. Nach diesem Gesangsunterricht nahm sie bei einem Gesangswettbewerb veranstaltet vom Radiosender 93.7 FM unter dem Titel Star 93.7 teil, den sie anschließend gewann. In dieser Zeit wirkte sie auch solo als Vorgruppe zu Künstlern wie Monica, Kimberley Locke und Tamyra Gray. Im Winter 2004 beendete sie ihr Studium und reiste zurück nach Japan.
Im Mai 2006 veröffentlichte sie ihre erste digitale Kollaborationssingle mit dem Titel Fire!! als Gast-Beitrag zum Künstler Coyass. Später im Oktober desselben Jahres folgte die digitale Single L.O.V.E mit FRG als Gast-Beitrag, womit dies ihre Debütsingle darstellt. Das Lied ist bisher auf keines ihrer Alben vertreten.
Für das Studioalbum Play von Namie Amuro nahm sie als Begleitgesang in den Liedern Hide & Seek, Top Secret und Baby Don't Cry ihre Position ein.
Es folgten weitere digitale Singles, bis sie im am 24. Juni 2009 ihr Debütalbum mit dem Titel Rainbow veröffentlichte. Dieses Studioalbum wurde auf dem Download-Portal iTunes als Hiromi's Edition betitelt und verfügte nicht über das Lied Recover, dafür aber über zwei weitere Titel Complete und Hate U. Die CD-Version erreichte Platz 62 in den wöchentlichen Oricon-Charts und hielt sich dort für fünf Wochen mit insgesamt 3000 verkauften Einheiten.
Oftmals wird sie auch mit ihrem Pseudonym Rainbow Voice erwähnt.

## Diskografie

### Alben
| Jahr | Titel                                                                       | Höchstplatzierung, Gesamtwochen, AuszeichnungChartsChartplatzierungen (Jahr, Titel, Platzierungen, Wochen, Auszeichnungen, Anmerkungen) | Anmerkungen                                                             |
| Jahr | Titel                                                                       | JP | Anmerkungen                                                             |
| ---- | --------------------------------------------------------------------------- | --- | ----------------------------------------------------------------------- |
| 2008 | True Colors                                                                 | JP173 (3 Wo.)JP | Erstveröffentlichung: 21. Mai 2008                                      |
| 2009 | Rainbow                                                                     | JP62 (5 Wo.)JP | Erstveröffentlichung: 24. Juni 2009 Verkäufe JP: + 2.969 1. Studioalbum |
| 2009 | Hot Chocolate                                                               | — | Erstveröffentlichung: 2. Dezember 2009 Rental Album                     |
| 2011 | Magic                                                                       | JP46 (5 Wo.)JP | Erstveröffentlichung: 12. Januar 2011 Verkäufe JP: + 2.405              |
| 2012 | Trick Mixed by DJ Mike-Masa                                                 | — | Erstveröffentlichung: 20. Juli 2012 Rental-Mash-Up-Album                |
| 2012 | Honesty                                                                     | JP58 (4 Wo.)JP | Erstveröffentlichung: 24. Oktober 2012                                  |
| 2013 | Reason: I Still Love You                                                    | — | Erstveröffentlichung: 27. März 2013                                     |
| 2013 | Incomplete: Traces of 5 Years                                               | JP87 (2 Wo.)JP | Erstveröffentlichung: 12. Juni 2013                                     |
| 2013 | Best Collaborations                                                         | — | Erstveröffentlichung: 11. Dezember 2013                                 |
| 2014 | 5 Shūnen Live "Incomplete" in Shibuya (5 周年 Live "Incomplete" in Shibuya) | JP229 (1 Wo.)JP | Erstveröffentlichung: 16. April 2014                                    |
| 2015 | Best: My Select                                                             | JP245 (1 Wo.)JP | Erstveröffentlichung: 28. Oktober 2015                                  |
| 2015 | Best: Fan Select                                                            | JP271 (1 Wo.)JP | Erstveröffentlichung: 28. Oktober 2015                                  |
| 2017 | Phenomenon                                                                  | — | Erstveröffentlichung: 12. Dezember 2017                                 |

### Singles
| Jahr | Titel Album                        | Höchstplatzierung, Gesamtwochen, AuszeichnungChartsChartplatzierungen (Jahr, Titel, Album, Platzierungen, Wochen, Auszeichnungen, Anmerkungen) | Anmerkungen                                     |
| Jahr | Titel Album                        | JP | Anmerkungen                                     |
| ---- | ---------------------------------- | --- | ----------------------------------------------- |
| 2008 | Aisaretai (愛されたい) Geliebter – | JP130 (1 Wo.)JP | Erstveröffentlichung: 16. September 2009        |
| 2013 | Partner –                          | — | Erstveröffentlichung: 24. Juli 2013 feat. Cimba |

Digitale Singles
- 2006: L.O.V.E. (mit FRG)
- 2007: Koiwazurai (恋煩い)
- 2007: Our Christmas Song
- 2008: Vanilla
- 2010: Fallin’ in Love Again
- 2011: Butterflies
- 2011: Nita Mono Dōshi (似たものどうし)
- 2012: Teenage Love
- 2012: I Need You: Aisaretai (愛されたい)
- 2012: Honesty (mit Hisatomi)
- 2013: Don’t Say It’s Over
- 2013: M
- 2013: Hello Mr. Santa Claus (mit Miku a.k.a Tomboy)
- 2015: Not the End
- 2015: Tequila Sunrise
- 2015: Bye Bye Yesterday

## Songwriting
Neben ihrer eigenen Gesangskarriere, schrieb sie Liedtexte für Künstler wie Block B, Kumi Kōda oder The Grace.
| Jahr | Tonträger                                                  | Liedtitel                         | Künstler          | Anmerkungen        |
| ---- | ---------------------------------------------------------- | --------------------------------- | ----------------- | ------------------ |
| 2007 | Stay True                                                  | I’m Proud feat. Mariko Ide        | Makai             | 14. Februar 2007   |
| 2008 | Nao’ymt wit’ "1st Season"                                  | Sweet Apple Pie feat. Yūbi        | Nao’ymt           | 30. April 2008     |
| 2008 | Stars                                                      | Shine Your Light on Me feat. KCO  | Makai             | 24. September 2008 |
| 2009 | Dear …                                                     | Sukoshi de Īkara (少しでいいから) | The Grace         | 7. Januar 2009     |
| 2013 | Dreaming Now!                                              | XXX                               | Kumi Kōda         | 13. November 2013  |
| 2014 | S.W.A.G                                                    | Swaggalicious                     | Tomomi Itano      | 2. Juli 2014       |
| 2014 | Come Party!                                                | Tomomi Itano                      | Man Up!!          | 17. Dezember 2014  |
| 2015 | Sucker                                                     | Break the Rules                   | Charli XCX        | 18. Februar 2015   |
| 2015 | Gimme Gimme Luv                                            | Belly Dancer                      | Tomomi Itano      | 1. Juli 2015       |
| 2015 | Never Stop                                                 | "                                 | Nissy             | 24. August 2015    |
| 2015 | Dance Dance Dance                                          | Hey You!                          | E-Girls           | 30. September 2015 |
| 2015 | Playing with Fire                                          | "                                 | Nissy             | 24. Dezember 2015  |
| 2016 | Be with You (Japanese Ver.)                                | "                                 | 5ignal            | 20. Januar 2016    |
| 2016 | Hide & Seek                                                | Triple "O"                        | Tomomi Itano      | 20. April 2016     |
| 2016 | Toy                                                        | Toy (Japanese Version)            | Block B           | 15. Juni 2016      |
| 2016 | Smiley Days                                                | I Wish                            | Sayaka Shionotani | 22. Juni 2016      |
| 2016 | Mada Kimi wa Shiranai My Prettiest Girl (まだ君は知らない) | " und Aquarium                    | Nissy             | 24. August 2016    |
| 2016 | Get Ready                                                  | OMG Watashi no Only One (私の)    | Tomomi Itano      | 2. November 2016   |
| 2016 | Alive: Always in Your Heart                                | Burning Love                      | Myname            | 7. Dezember 2016   |
| 2017 | Hayaku Aitai (はやく逢いたい)                              | Alright!                          | Dream Ami         | 22. März 2017      |
| 2017 | Yesterday                                                  | Yesterday (Japanese Version)      | Block B           | 29. März 2017      |